# استان لوئی

نقشهٔ تایلند و جایگاه استان لوئی.

استان لوئی یا لویی یکی از استانهای کشور تایلند است. مساحت آن ۱۱۴۲۴ کیلومترمربع می‌باشد. جمعیت این استان در سال ۲۰۰۰ بالغ بر ۶۰۷۰۰۰۰ نفر برآورد شده‌است.
استان لوئی از نظر تقسیمات کشوری بخشی از ناحیه شمال خاوری تایلند به حساب می‌آید. مرکز این استان شهر لوئی است.